# Tõnu Endrekson
Tõnu Endrekson (Pärnu, 11 de junho de 1979) é um remador estoniano, medalhista olímpico.

## Carreira
Endrekson competiu nos Jogos Olímpicos de 2004, 2008, 2012 e 2016. Nas duas primeiras participações competiu no skiff duplo, conquistando uma medalha de prata com Jüri Jaanson em Pequim. A partir de 2012 passou a competir no skiff quádruplo, terminando próximo do pódio com um quarto lugar em Londres. No Rio de Janeiro, em 2016, finalizou com a equipe da Estônia nas três primeiras posições, conquistando a medalha de bronze.